# مسجد طازه بير
مسجد طازه بير - هو مسجد تاريخي يقع في مقاطعة آبشوران في أذربيجان يتجاوز عمره القرن.

## تاريخه
بدأت أعمال البناء في مسجد طازه بير الذي هو من اللألئ المعمارية لأذربيجان، في عام 1905, و إنجزت عام 1914.
و كان معماري المسجد الذي تم إنشاؤه على أموال نبات هانم عاشوربايوفا، المهندس الاذربيجاني الأصل زيور باي أحمدبايوف.
و في عام 2005 تم بناء على تعليمات فخامة الرئيس إلهام علييف مشروع إعداد تعمير المسجد و إعادة بناء المساحات المحيطة به و تحقيقه في الحياة تحت اهتمام و عناية فخامته.
ويضم المسجد واحد قبة و مئذنتيْن.
و أقيمت في 6 يوليو، عام 2009 بعد إنجاز أعمال البناء و إعادة التعمير ألإحتفالات الخاصة بافتتاح المسجد.
تم تهديم مباني غير مجدية من طابق واحد في أراضي مجمع المسجد و تم بناء مبنى من خمسة طوابق في الإداري لإدارة مسلمي القوقاز.
و يقع المبنى الإداري لإدارة مسلمي القوقاز في مجمع مسجد طازه بير أيضا.

## معرض صور

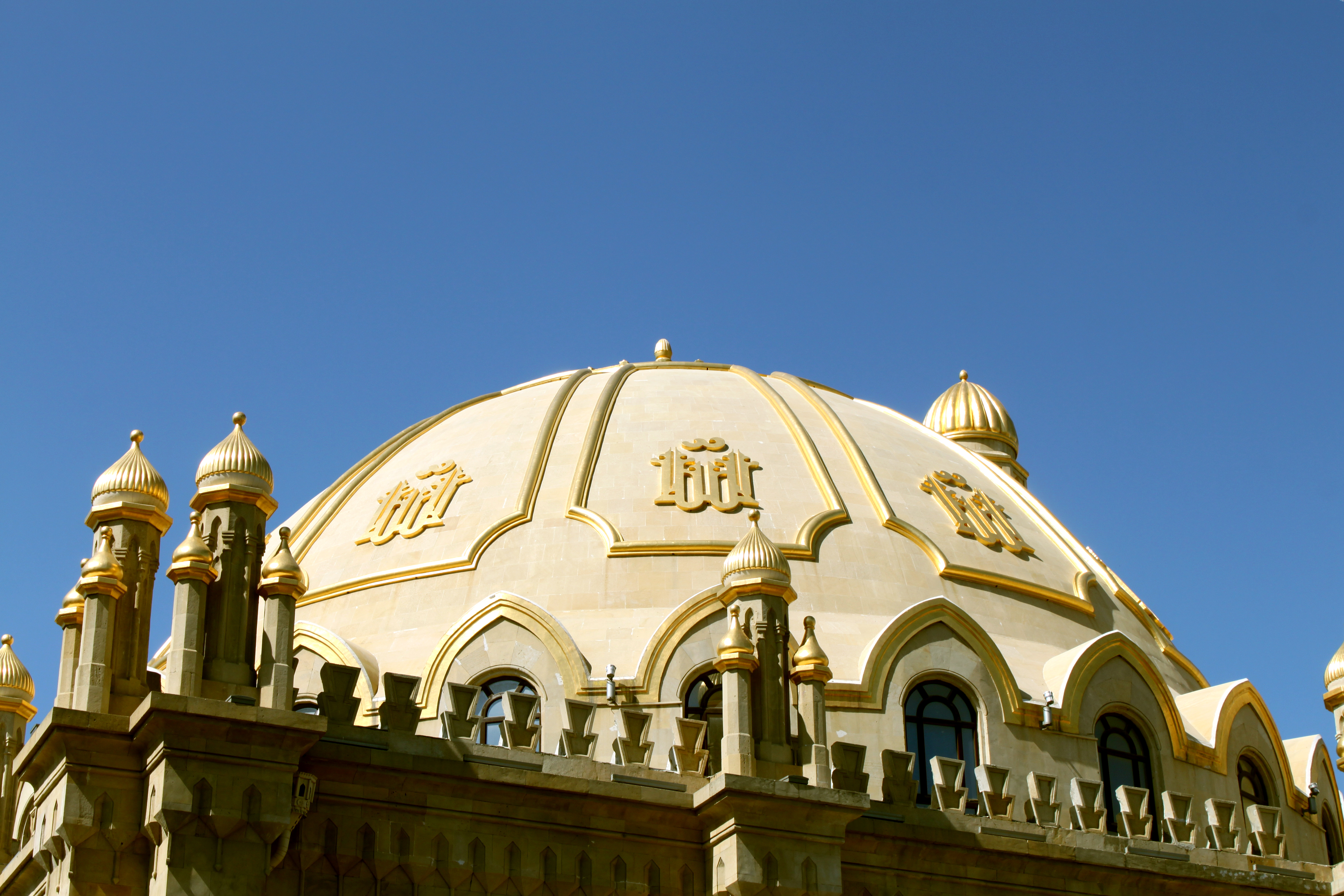
قبة وعناصر ذهبية لمسجد طازه بير
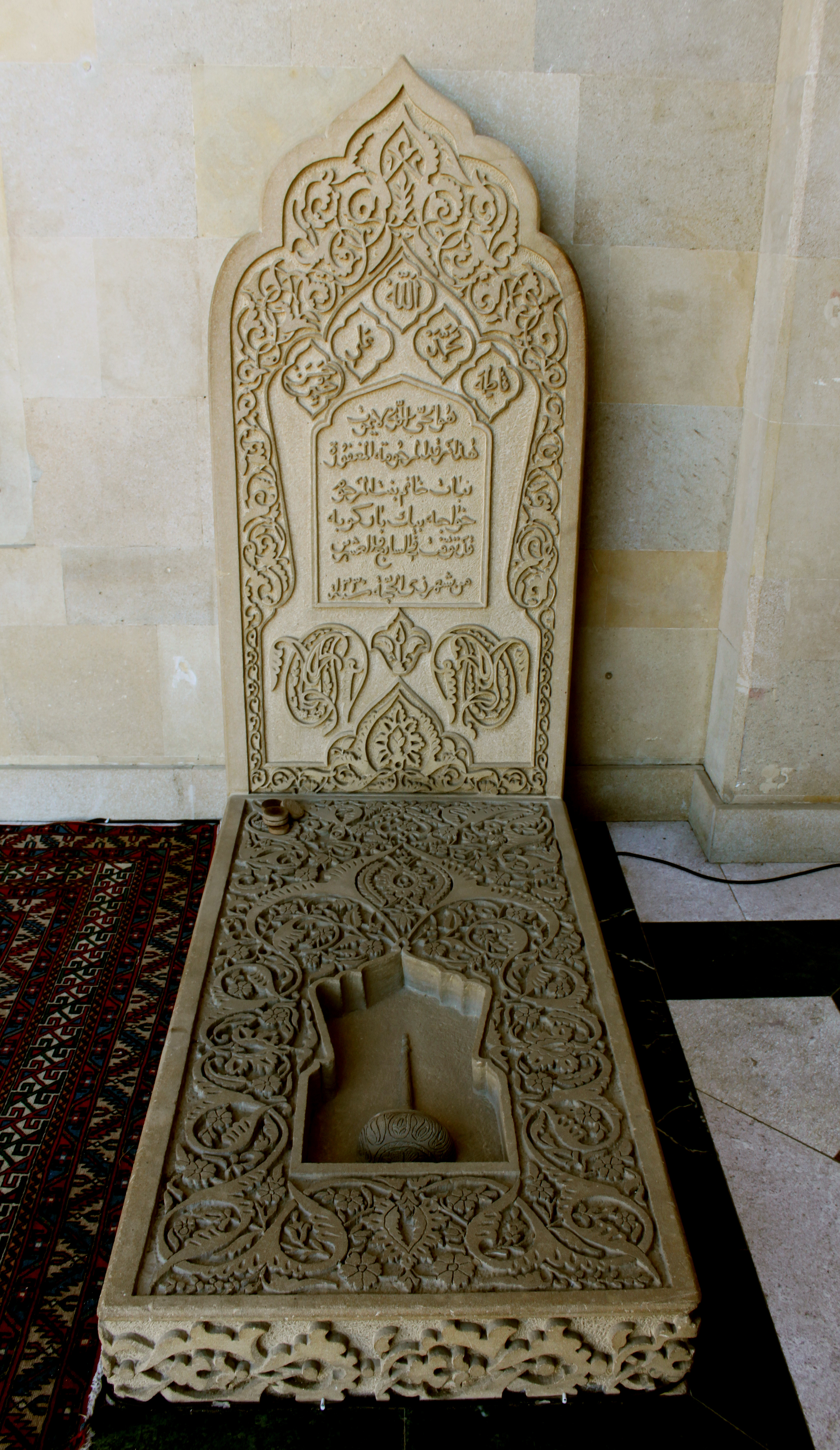
مقابر في مسجد طازه بير
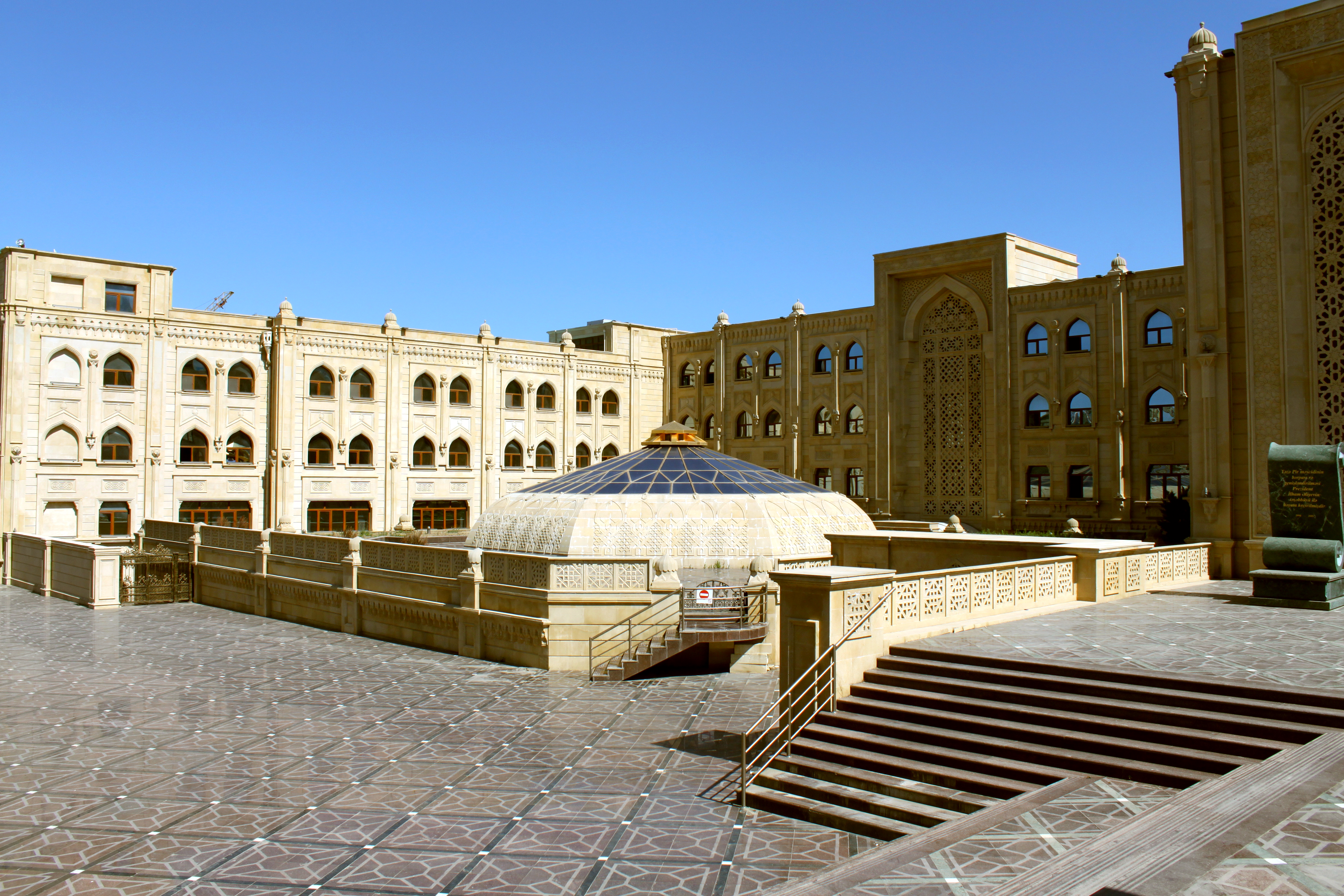
مدخل المسجد
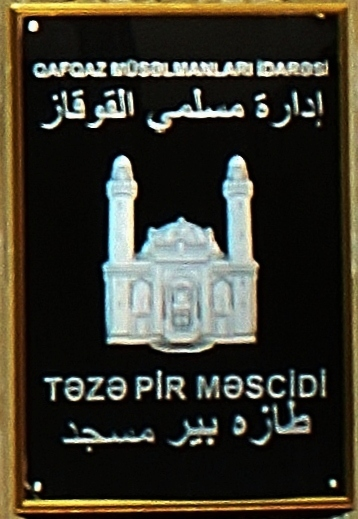
الإداري لإدارة مسلمي القوقاز مسجد طازه بير
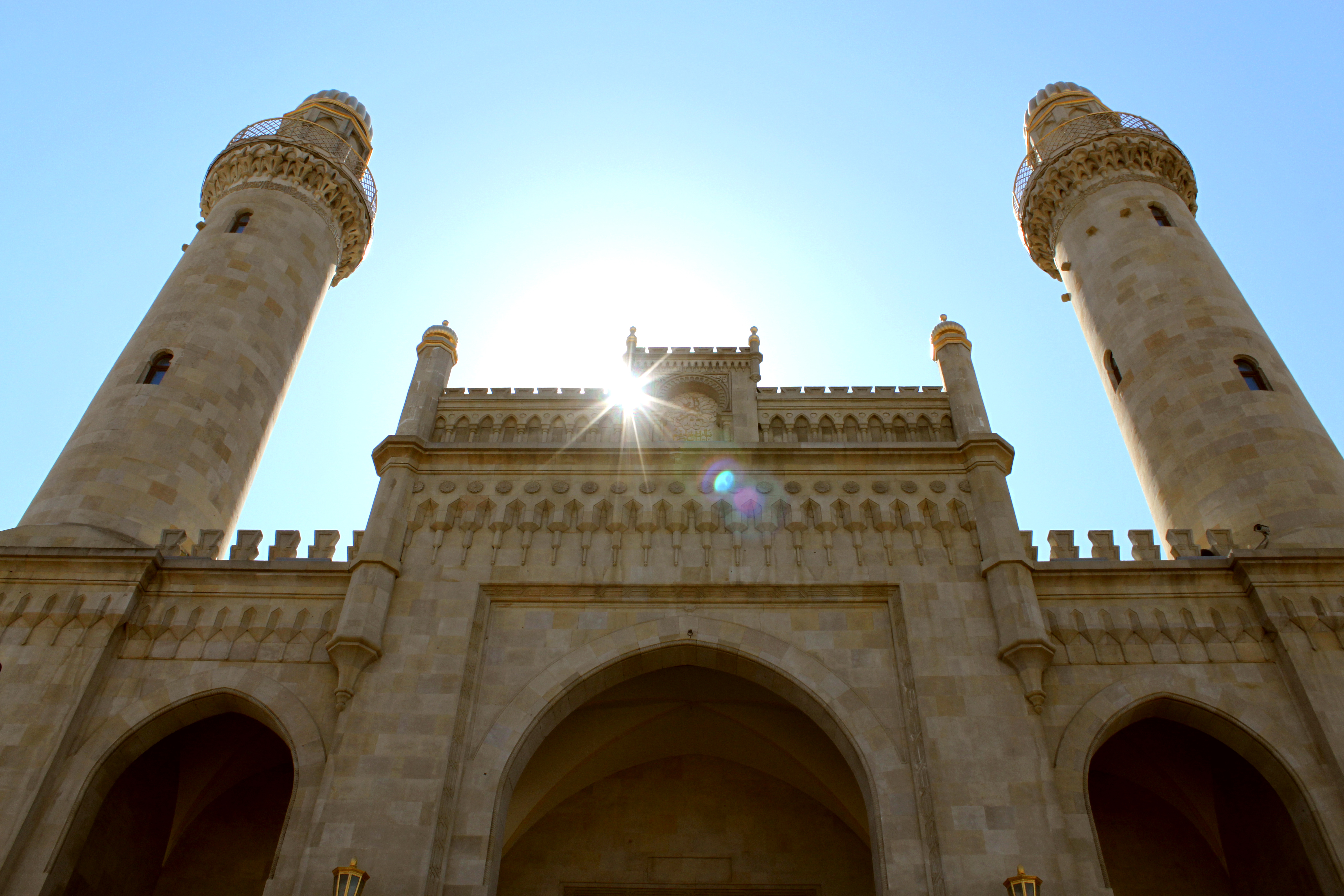
مسجد طازه بير
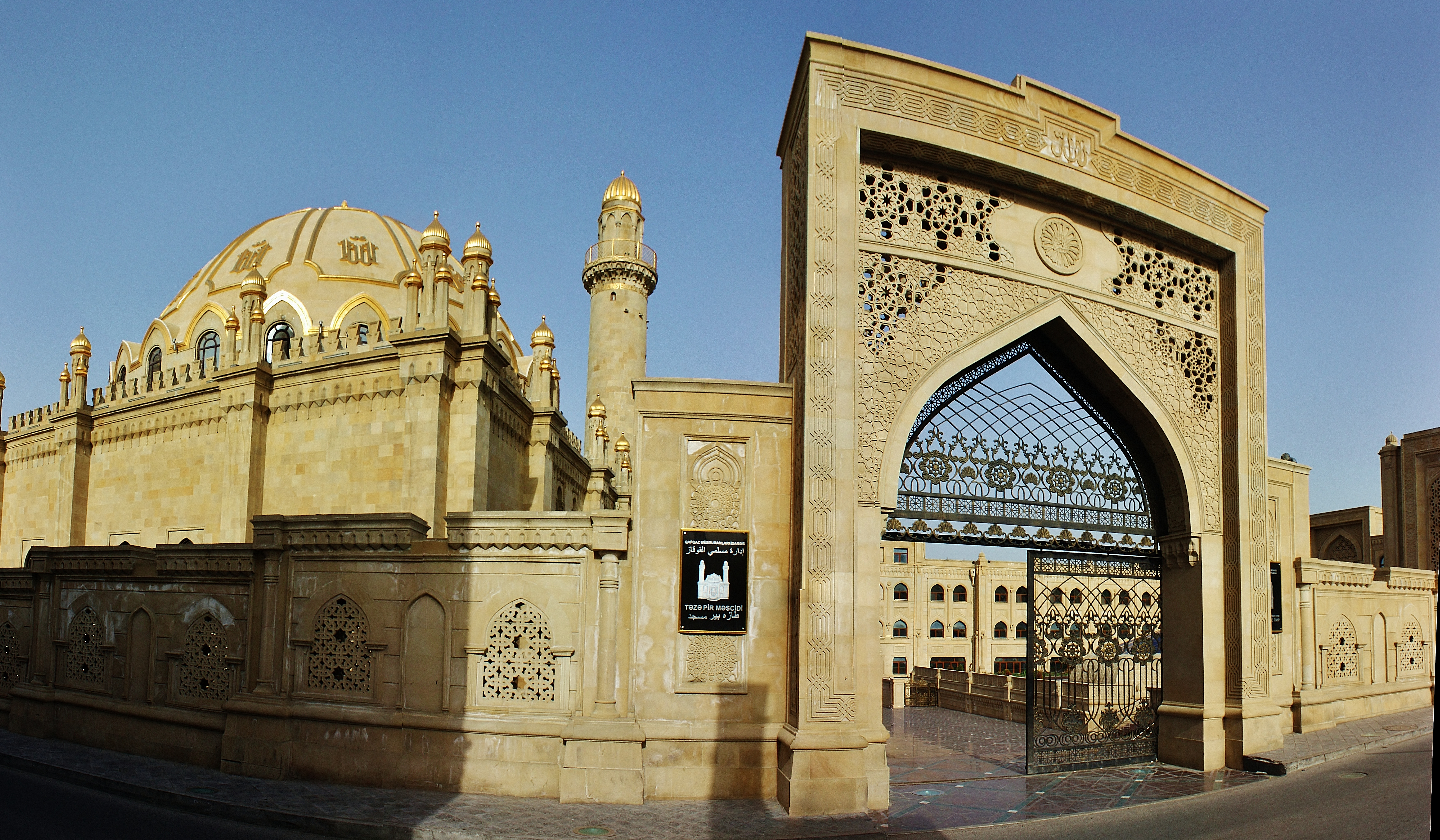
مسجد طازه بير